# Belchen
El Belchen es un monte de una altura de 1414 m en la Selva Negra en el suroeste de Baden-Wurtemberg, Alemania, aproximadamente a 35 km al sur de Friburgo de Brisgovia.

## Etimología
El topónimo Belchen es de origen celta.

## Reserva natural
Debido a su rara flora y fauna, el Belchen fue declarado reserva natural en 1949. El área fue extendida a 1600 ha en 1993.

## Telecabina del Belchen

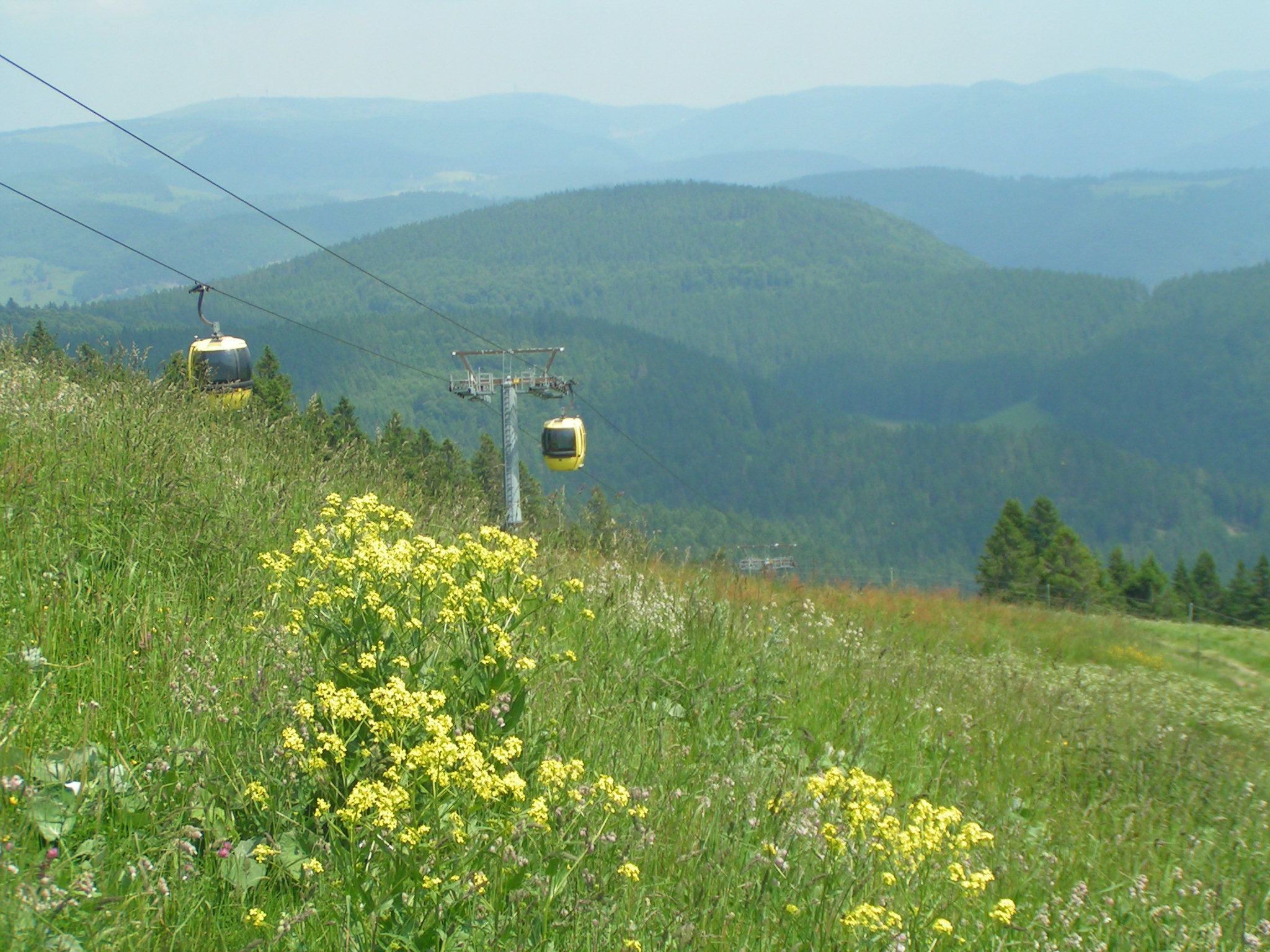
Telecabina del Belchen en verano

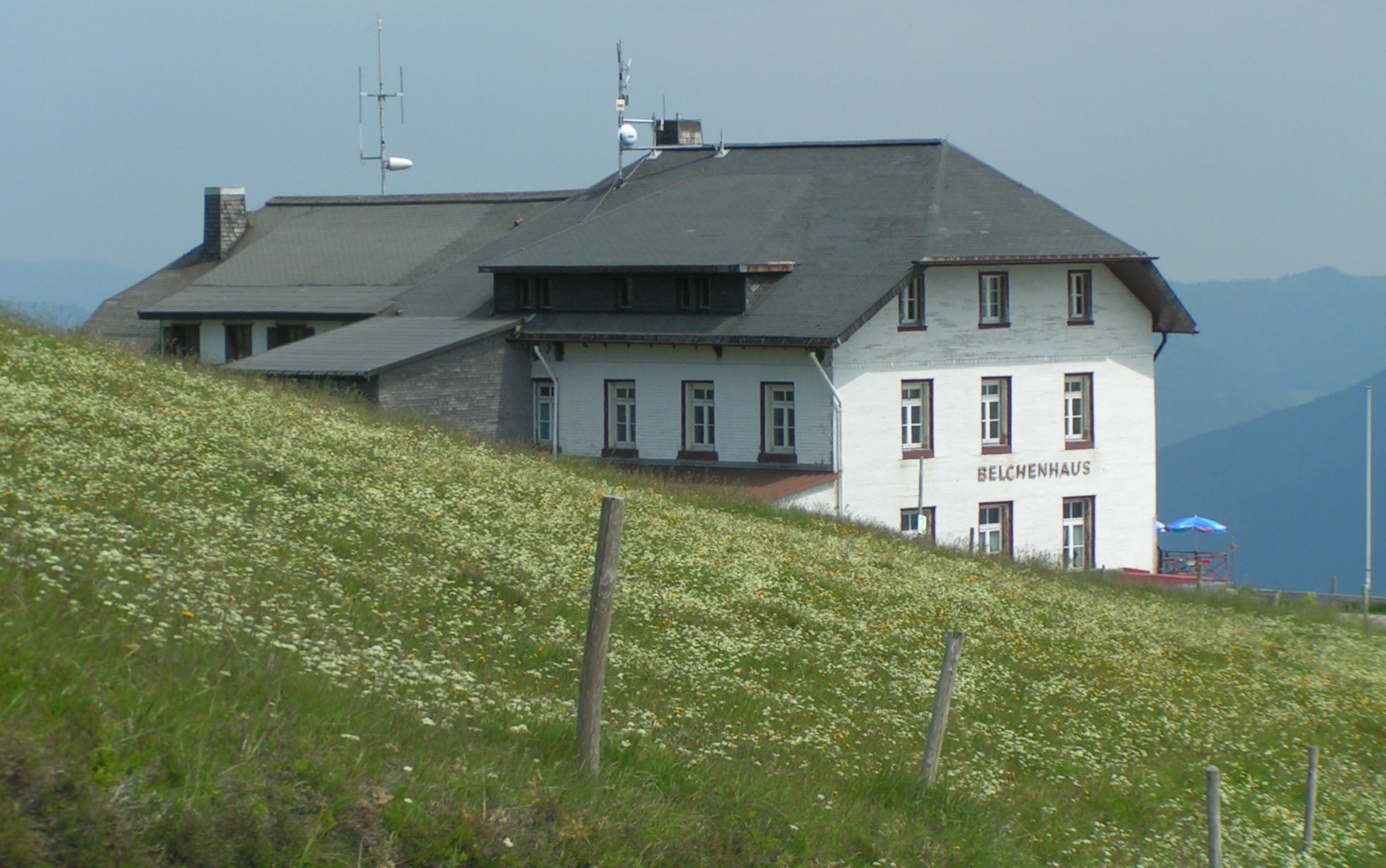
Belchenhaus

La telecabina del Belchen fue inaugurada en diciembre de 2001.

### Detalles
- Estación inferior: 1100 m
- Estación superior: 1.363 m
- Diferencia de altitud: 263 m
- Plazas por cabina: 8
- Número de cabinas: 23
- Tiempo de viaje: 4 minutos
- Velocidad: 5 m/s
- Servicio: cada día

Las telecabinas fueron construidas originariamente para la Expo 2000 que había tenido lugar el año anterior en Hanóver.

### Paradas
La estación inferior (Talstation) está ubicada en Obermulten (Multen Superior), que es parte del caserío de Multen, un barrio del municipio Aitern en el distrito de Lörrach. Hay una parada de autobús y un aparcamiento para coches. La estación superior (Bergstation) se encuentra al lado del restaurante Belchenhaus.

## Belchenhaus
El restaurante Belchenhaus (traducido: Casa del Belchen) es un hostal histórico. El edificio fue construido en 1898. Está abierto todos los días de la semana. Las horas de apertura del restaurante dependen del horario de las telecabinas. Es uno de los restaurantes a mayor altitud en el suroeste de Alemania. En la terraza sur del restaurante se goza de una espléndida vista de los entornos.

## Carretera
Desde la puesta en servicio de las telecabinas, la carretera termina en el aparcamiento para coches al lado de la estación inferior.

## Senderos

### Belchenpfad
El Belchenpfad (traducido: sendero del Belchen) es un circuito de 1 km aproximadamente en el área de la cumbre que parte del Belchenhaus. Durante los meses de verano, tableros informativos explican los entornos.

### Riesenregenwurm-Erlebnispfad
El Riesenregenwurm-Erlebnispfad (traducido: sendero informativo de la lombriz gigante) que se llama también Regenwurmpfad (traducido: sendero de la lombriz) es especialmente para niños a partir de los 3 años. A lo largo del camino de aproximadamente 3 km se explica de una manera muy sencilla la vida de la lombriz gigante badense.

### Belchenpfad
Folleto con descripción del sendero:
- Der Belchen - herausragender Gipfel über den Wäldern
- The Belchen - a Summit Rising up above the Woodlands (en inglés)